# اراگون (فیلم)
اراگون (به انگلیسی: Eragon) یک فیلم ماجراجویی فانتزی بریتانیایی-آمریکایی محصول سال ۲۰۰۶، و به کارگردانی استفان فنگ‌میر و نویسندگی پیتر بوچمن است، که بر پایه رمانی به همین نام، نوشتهٔ کریستوفر پائولینی ساخته شده‌است. از بازیگران این فیلم می‌توان به اد اسپیلرز، جرمی آیرونز، سیه‌نا گیلری، گرت هدلند، جایمن هانسو، رابرت کارلایل، جاس استون، جان مالکوویچ و صداپیشگی ریچل وایس در نقش اژدهای سفیرا اشاره کرد. داستان فیلم دربارهٔ یک نوجوان کشاورزی است که با پیدا کردن تخم یک اژدها به نام سفیرا سوار آن اژدها شده و به نوعی صاحب آن می‌شود تا با حاکم ظالم آنها مبارزه کند. اراگون توسط فاکس قرن بیستم بین تاریخ‌های ۱۳ تا ۱۵ دسامبر ۲۰۰۶ در سراسر جهان به نمایش درآمد. در حال حاضر نقشه ای برای ساخت قسمت دوم فیلم پیش‌بینی نمی‌شود.

## داستان
در دوران باستان، در سرزمین الاگایزیا، گروهی به نام سوارکاران اژدها برای نظارت بر کشورها و برقراری صلح در جهان تشکیل شد. با این حال، یکی از سوارکاران اژدها به نام گالباتوریکس به این گروه خیانت کرده و سوارکاران و اژدهایان را نابود کرد. اکنون گالباتوریکس با ستم زیادی بر الاگایزیا حکومت می‌کند، در حالی که شورشیانی به نام واردن با او مبارزه می‌کنند.
آریا، شاهزاده‌خانم پادشاهی الف‌ها در السمره، با سنگی عجیب در حال فرار است و یک جادوگر تاریک به نام دورزا که برای گالباتوریکس کار می‌کند، او را تعقیب می‌کند. دورزا آریا را به دام می‌اندازد، اما او پیش از اسیر شدن با جادوی خود سنگ را به مکانی دیگر منتقل می‌کند.
اراگرن، پسری فقیر و روستایی که با عمویش گارو و پسرعمویش روران در حومهٔ شهر زندگی می‌کند، در حال شکار است که شاهد ظاهر شدن سنگ می‌شود. اراگرن سنگ را به امید معامله برای غذا به خانه می‌برد، اما به‌زودی متوجه می‌شود که سنگ در واقع تخم اژدها است، زیرا یک اژدهای آبی از آن بیرون می‌آید. وقتی اراگرن به اژدها دست می‌زند، نشانی جادویی بر کف دستش ظاهر می‌شود. این رویداد را افراد مختلفی حس می‌کنند، از جمله آریا، یک داستان‌گوی پیر به نام بروم و خود گالباتوریکس.
اراگرن اژدها را پناه داده و تغذیه می‌کند و به او پرواز می‌آموزد. اژدها با او ارتباط ذهنی برقرار می‌کند و خود را ساپفیرا می‌نامد. اما وقتی اراگرن و ساپفیرا در بیرون هستند، موجودات هیولاوار دورزا به نام رازاک به روستا حمله کرده و گارو را می‌کشند. اراگرن که ساپفیرا را مقصر مرگ عمویش می‌داند، او را می‌راند. بروم سر می‌رسد و اراگرن را از روستا دور می‌کند، به او درباره اهمیت ساپفیرا هشدار داده و او را وادار می‌کند تا ساپفیرا را فراخواند. ساپفیرا بازمی‌گردد و اراگرن را می‌بخشد.
بروم گروه را به سوی واردن هدایت می‌کند. در طول راه، بروم درباره سوارکاران اژدها، گالباتوریکس، دورزا و رازاک به اراگرن آموزش می‌دهد. او همچنین به اراگرن هنر شمشیربازی را یاد می‌دهد. در روستایی کوچک، اراگرن با جادوگری به نام آنژلا ملاقات می‌کند که درباره آریا و مسیر خطرناک نبردهای آینده به او هشدار می‌دهد. وقتی سربازان گالباتوریکس به آن‌ها حمله می‌کنند، اراگرن به‌طور ناخواسته جادوی آتش را فعال کرده و گروه دشمن را نابود می‌کند، اما به‌خاطر فشار جادویی بیهوش می‌شود. بروم به او می‌آموزد که چگونه جادوی خود را کنترل کرده و نیروهایش را با ساپفیرا هماهنگ کند.
اراگرن و ساپفیرا به کمک بروم، رازاک را می‌کشند و بروم فاش می‌کند که خود نیز زمانی یک سوارکار بوده و اژدهایش توسط مورزان، یکی از سوارکاران خائن که به گالباتوریکس پیوسته، کشته شده است.
دورزا تله‌ای برای اراگرن با استفاده از آریا به‌عنوان طعمه می‌سازد. اراگرن برای نجات آریا اقدام می‌کند اما دورزا او را غافلگیر می‌کند. بروم وارد نبرد می‌شود و در این نبرد به‌طور مرگباری زخمی می‌شود. آن‌ها فرار می‌کنند و بروم در حال پرواز با ساپفیرا جان می‌سپارد. اراگرن شمشیر بروم، زاراک، را که قبلاً متعلق به مورزان بوده، تصاحب می‌کند.
اراگرن و ساپفیرا با مردی به نام مورتاگ روبه‌رو می‌شوند که گروه را به سوی واردن راهنمایی می‌کند. اما مورتاگ پس از افشای این‌که او پسر مورزان است، در زندان واردن قرار می‌گیرد. دورزا نیروهای گالباتوریکس را رهبری کرده و به پایگاه شورشیان حمله می‌کند. اراگرن، ساپفیرا و آریا به نبرد می‌پیوندند. مورتاگ خود را آزاد کرده و به واردن کمک می‌کند و جان پادشاه دورف‌ها، هروتگار، را نجات می‌دهد. اراگرن و ساپفیرا با دورزا در آسمان می‌جنگند و او را می‌کشند، اما ساپفیرا به‌شدت زخمی می‌شود. اراگرن با جادو او را شفا می‌دهد و سپس بیهوش می‌شود.
صبح روز بعد، اراگرن با مورتاگ و ساپفیرا که به‌طور کامل شفا یافته است، بیدار می‌شود. آن‌ها با آریا دیدار می‌کنند که در حال بازگشت به السمره برای رهبری الف‌ها در جنگ آینده علیه گالباتوریکس است. آن‌ها با یکدیگر وداع می‌کنند و قول می‌دهند دوباره ملاقات کنند. در همین حال، گالباتوریکس نقشهٔ الاگایزیا را پاره کرده و اژدهای سیاه‌رنگ خود، شرویکان، را نشان می‌دهد.